# Mussomeli
Mussomeli is een gemeente in de Italiaanse provincie Caltanissetta (regio Sicilië) en telt 11.354 inwoners (31-12-2004). De oppervlakte bedraagt 161,9 km2, de bevolkingsdichtheid is 70 inwoners per km2.
De volgende frazioni maken deel uit van de gemeente: Mappa, Polizzello.

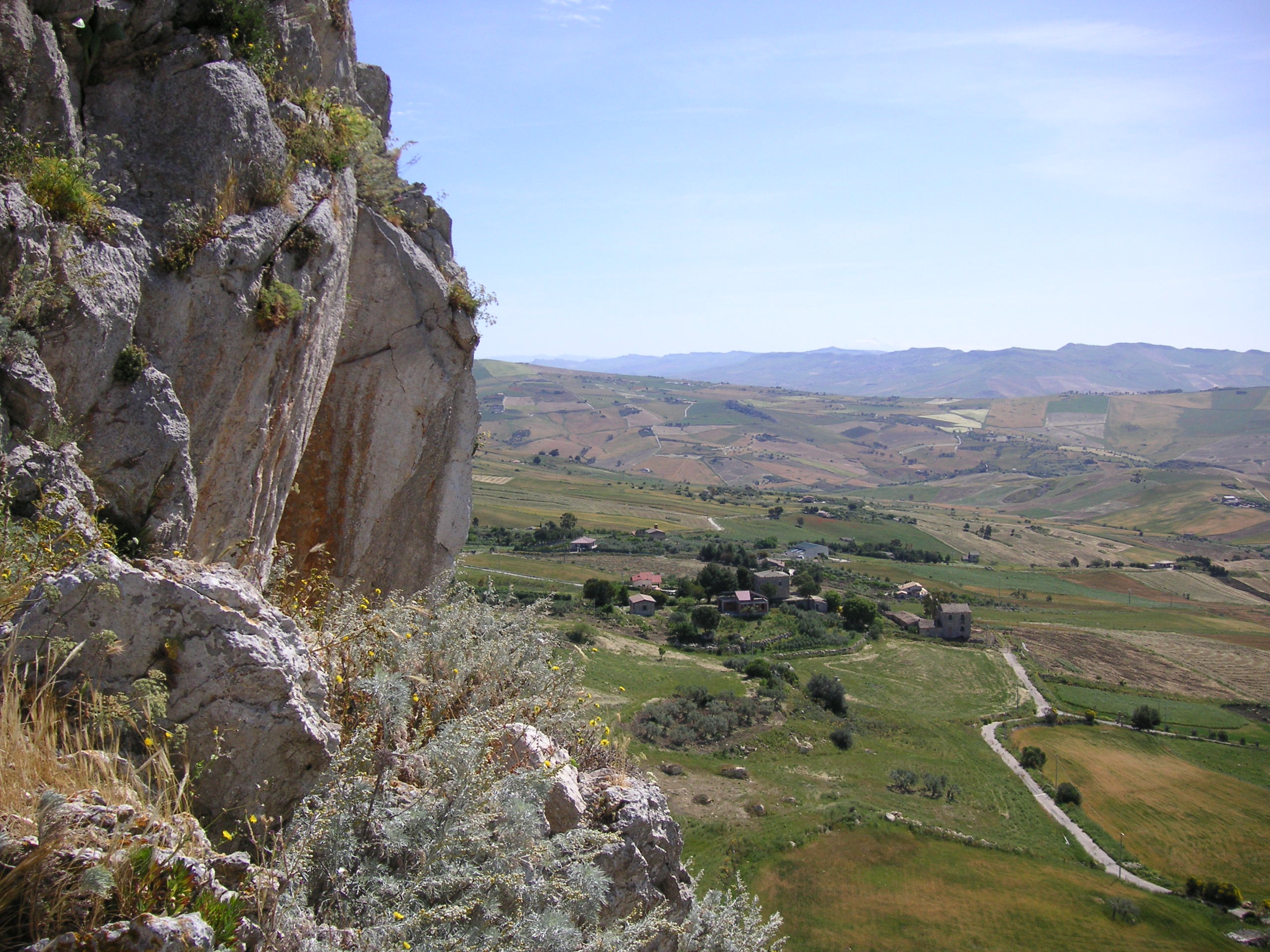
Omgeving van Mussomeli

## Demografie
Mussomeli telt ongeveer 4350 huishoudens. Het aantal inwoners steeg in de periode 1991-2001 met 0,1% volgens cijfers uit de tienjaarlijkse volkstellingen van ISTAT.
| Jaar | Inwoneraantal |
| ---- | ------------- |
| 1991 | 11.537        |
| 2001 | 11.547        |

## Geografie
De gemeente ligt op ongeveer 650 m boven zeeniveau.
Mussomeli grenst aan de volgende gemeenten: Acquaviva Platani, Bompensiere, Caltanissetta, Cammarata (AG), Marianopoli, Montedoro, San Cataldo, Serradifalco, Sutera, Villalba.